# Cobra Mission 2
Pour plus de détails, voir Fiche technique et Distribution.
Cobra Mission 2 est un film d'action italien sorti en 1989, réalisé par Camillo Teti (sous le pseudonyme de Mark Davis). Il s'agit de la suite de Cobra Mission de Fabrizio De Angelis.

## Synopsis
Roger, ancien marine décoré bardé de décorations, se rend au Viêt Nam pour libérer des soldats américains encore détenus par le régime. Il est alors officiellement déclaré mort. Le colonel Davis, profitant de cette bourde des services, envoie ensuite Roger dans une mission top secret : éliminer un dictateur sud-américain hostile aux États-Unis. Rendu sur place, Roger prend contact avec des guérilleros locaux. L'opération commence bien, mais il s'agit d'une embuscade. Davis, en effet, avait l'intention de piéger Roger. Rafael, le chef des guérilleros, aide Roger dans cette situation inextricable.

## Fiche technique
- Titre : Cobra Mission 2
- Réalisation : Camillo Teti (sous le pseudo de Mark Davis)
- Scénario : Gianfranco Clerici, Vincenzo Mannino
- Genre : film d'action
- Musique : Stefano Mainetti
- Production : Fabrizio De Angelis pour Fulvia Film
- Photographie : Giovanni Bergamini
- Montage : Adriano Tagliavia
- Durée : 87 min
- Effets spéciaux : Paolo Ricci
- Maquillage : Dante Trani
- Pays de production :  Italie
- Langue originale : italien
- Dates de sortie : 
  - Allemagne de l'Ouest : septembre 1988[1]
  - Italie : février 1989
- Visa de censure nº 84384 du 24 janvier 1989 en Italie[2]

## Distribution
- Brett Baxter Clark : Roger
- Jeff Moldovan : Gabriel
- César Olmo : Rafael
- Julie M. Carlo : Marisol
- José Guerra
- Franklin Dominguez
- Aida M. Selman
- Willy Nunez
- Carles Rack
- Thomas Irving